# Schloss Schönhausen (Altmark)

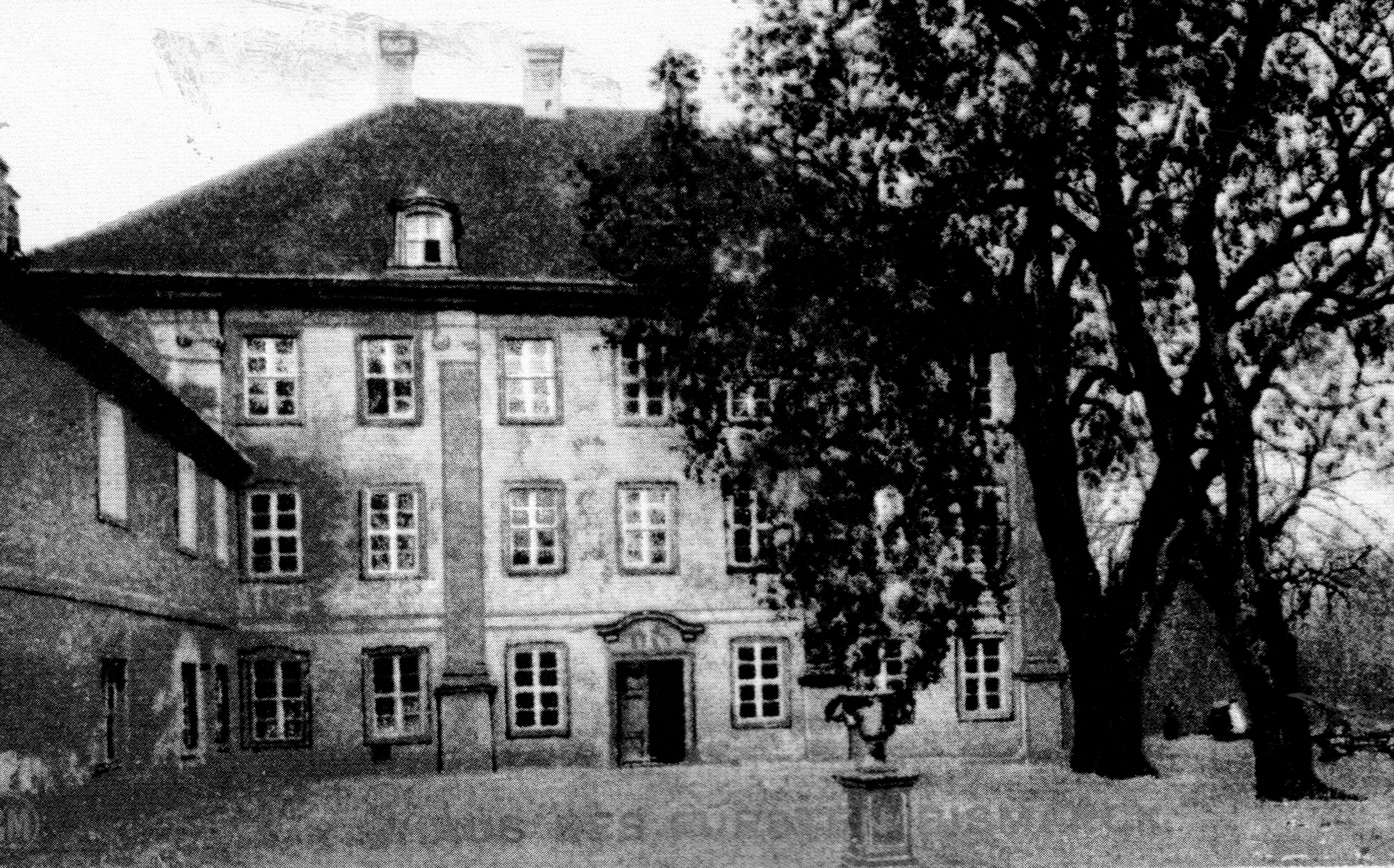
Schloss Schönhausen I (1905)

Das Schloss Schönhausen befindet sich in Schönhausen (Elbe) in der Altmark. Besondere Bekanntheit erlangte es als Geburtshaus von Otto von Bismarck.

## Geschichte

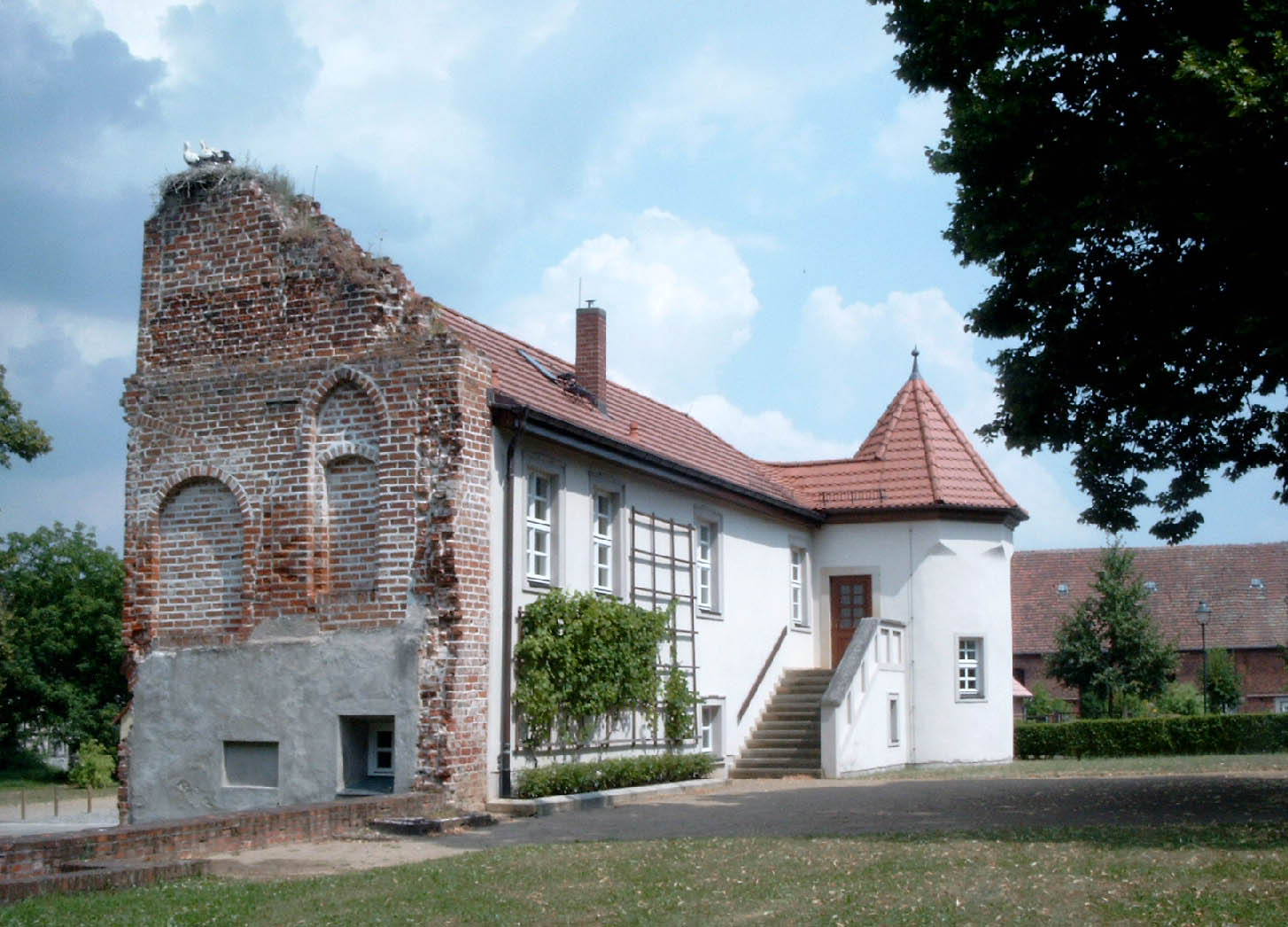
Bismarck-Museum im erhaltenen Schlossflügel

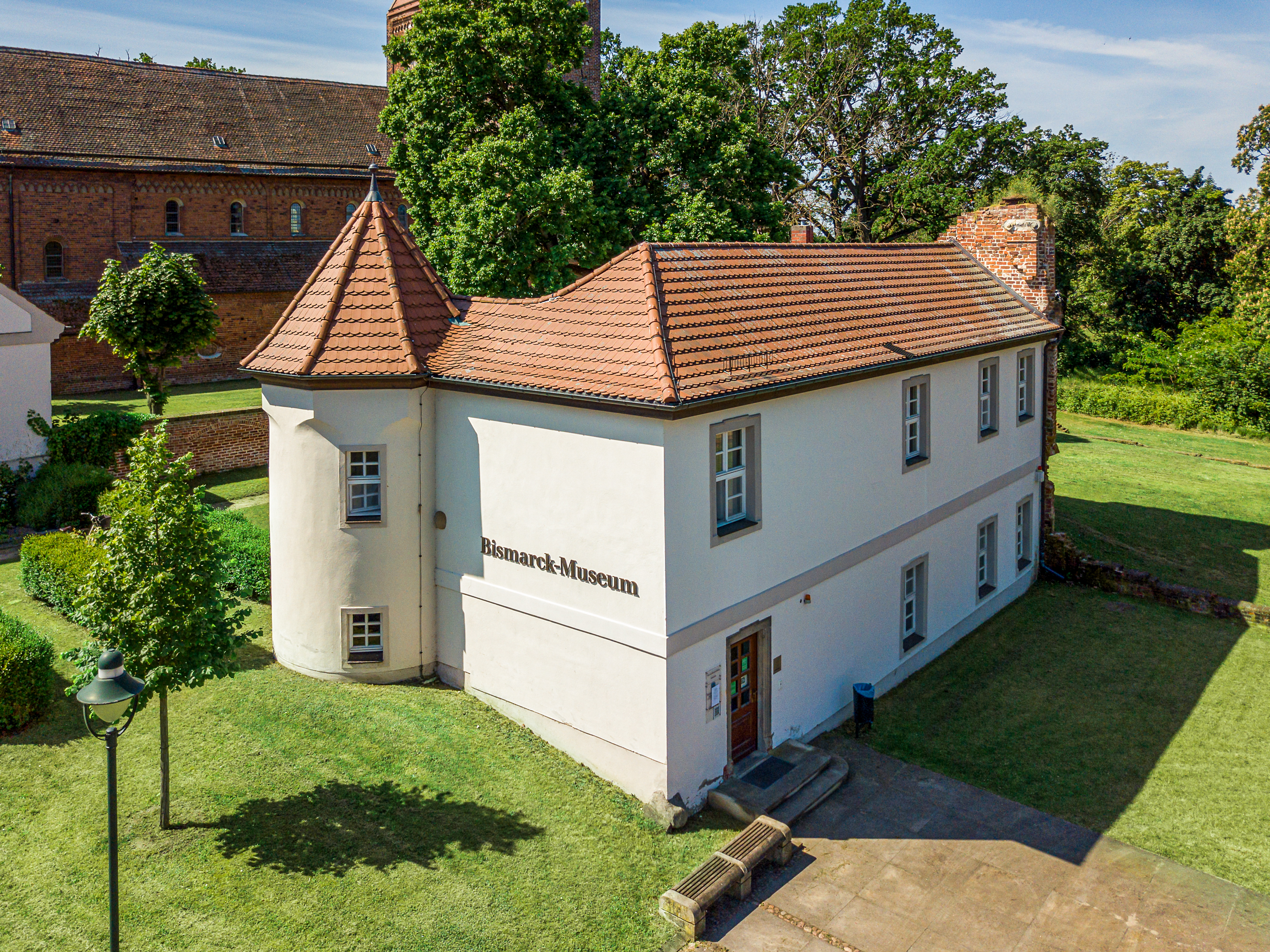
Drohnenansicht

Das Schloss liegt im Nordwesten der Stadt und wurde um 1700 errichtet. 1945 wurde die Familie Bismarck enteignet. 1958 wurde das Schloss auf Betreiben der DDR-Behörden bis auf einen Seitenflügel gesprengt, der seit 1998 als Bismarck-Museum  genutzt wird. An das ehemalige Schloss grenzt der barocke Bismarckpark.

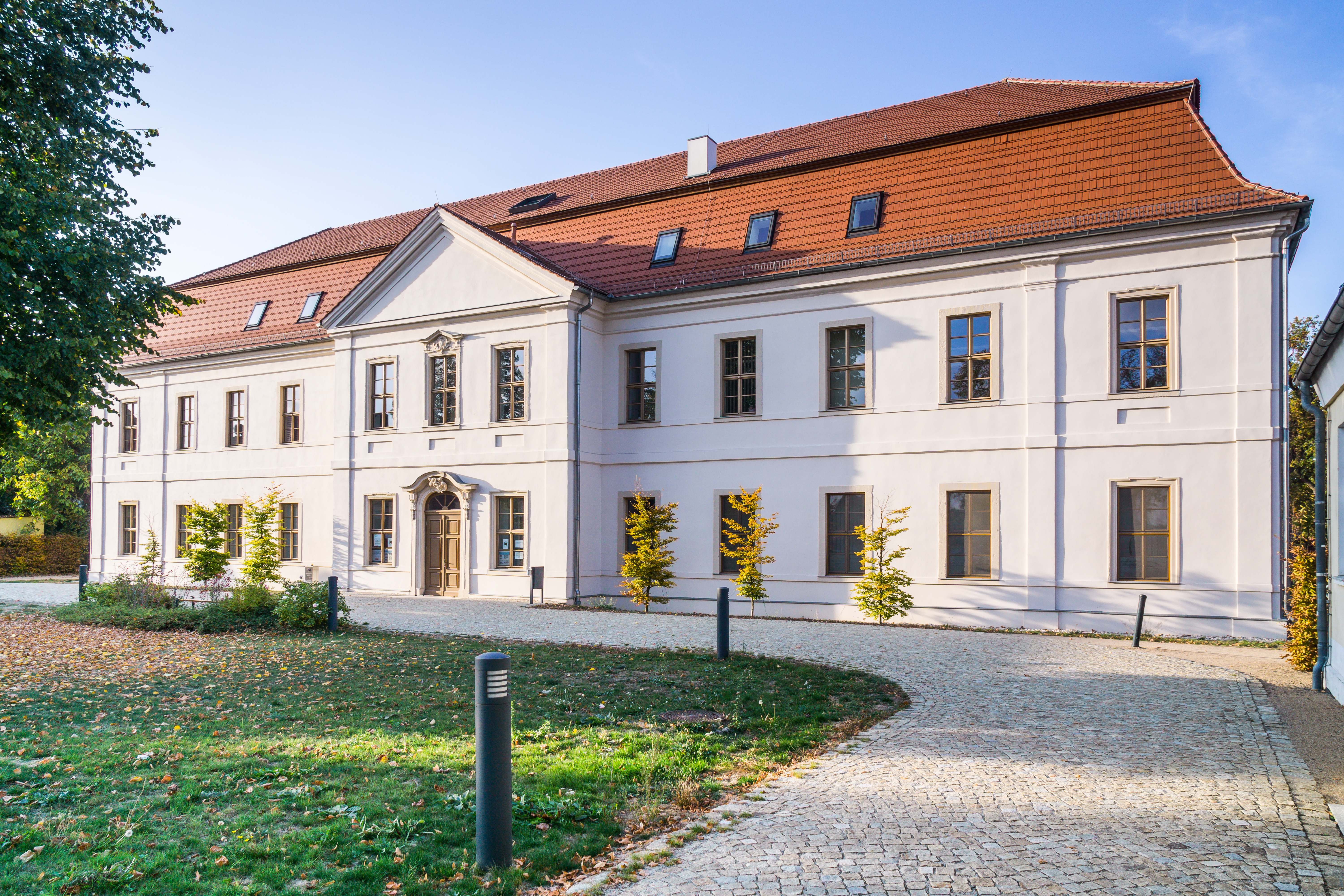
Schloss Schönhausen II

Das Schloss wird auch als Schloss I bezeichnet; Schloss II steht für einen erhalten gebliebenen Gutshof in Schönhausen, der ebenfalls der Familie von Bismarck gehörte und seit 2012 als Bürgerzentrum genutzt wird.
Die drei Schornsteine auf dem Dach des Schlosses wurden im Volksmund mit den sprichwörtlichen drei Haaren verglichen, mit denen Bismarck häufig in Karikaturen der Satirezeitschrift Kladderadatsch dargestellt wurde. Das Motiv spielt auf das Grimmsche Märchen Der Teufel mit den drei goldenen Haaren an.